# المهدي المنجرة
المهدي المنجرة (13 مارس 1933 – 13 يونيو 2014) اقتصادي وعالم اجتماع مغربي مختص في الدراسات المستقبلية. يعتبر أحد أكبر المراجع العربية والدولية في القضايا السياسية والعلاقات الدولية والدراسات المستقبلية. عمل مستشارًا أولًا في الوفد الدائم للمغرب بهيئة الأمم المتحدة بين عامي 1958 و 1959، وأستاذًا محاضرًا وباحثًا بمركز الدراسات التابع لجامعة لندن (1970). اختير للتدريس في عدة جامعات دولية (فرنسا وإنكلترا وهولندا وإيطاليا واليابان)، وشغل باليونسكو مناصب قيادية عديدة (1961-1979). هو خبير خاص للأمم المتحدة للسنة الدولية للمعاقين (1980-1981)، ومستشار مدير مكتب العلاقات بين الحكومات للمعلومات بروما (1981-1985)، ومستشار الأمين العام للأمم المتحدة لمحاربة استهلاك المخدرات. كما أسهم في تأسيس أول أكاديمية لعلم المستقبليات، وتَرأّّسَ بين 1977 - 1981 الاتحاد العالمي للدراسات المستقبلية. وهو عضو في أكاديمية المملكة المغربية، والأكاديمية الإفريقية للعلوم والأكاديمية العالمية للفنون والآداب، وتولى رئاسة لجان وضع مخططات تعليمية لعدة دول أوروبية. حاز على العديد من الجوائز الدولية والوطنية، من بينها وسام الشمس المشرقة التي منحها له إمبراطور اليابان. يتمحور فكر المنجرة حول تحرّر الجنوب من هيمنة الشمال عن طريق التنمية وذلك من خلال محاربة الأمية ودعم البحث العلمي واستعمال اللغة الأم، إلى جانب دفاعه عن قضايا الشعوب المقهورة وحرياتها، ومناهضته للصهيونية ورفضه للتطبيع، وسخر المنجرة كتاباته ضد ما أسماه بـ«العولمة الجشعة». وألّف المهدي المنجرة العديد من الدراسات في العلوم الاقتصادية والسوسيولوجيا وقضايا التنمية، أبرزها «نظام الأمم المتحدة» (1973) و«من المهد إلى اللحد» (2003) و«الحرب الحضارية الأولى» (1991) والإهانة في عهد الميغا إمبريالية (2003).

## مسيرته

### نشأته
ولد المهدي سنة 1933 في حي «مراسا» الموجود خارج سور المدينة العتيقة للرباط، لأسرة ترتبط أصولها بالسعديين٬ وكان والد المهدي، محمد المنجرة، أحد التجار المغاربة في الثلاثينات، الذي كان السفر جزءاً من مهنته. وقد كان مهتماً بالعلوم المستقبلية، وأسس سنة 1924م نادي الطيران، وهو أول نادي عربي مختص في الطيران. وحسب المهدي المنجرة فقد طار على متن الطائرة مسافات مجموعها 5 ملايين كيلومتر، ويقول «و بهذا أكون قد أمضيت معظم عمري طائرا». نشأ المهدي في بيت (اليوم مقر لحزب الاستقلال) ووسط عائلي تطبعه القيم المسلمة والدعوة الإصلاحية، إذ كان محيطه من رجالات الوطنية والدعوة الإصلاحية مثل الفقيه محمد بلعربي العلوي الذي كان صديقاً لوالد المهدي.
كما لم تؤثر الفوارق الاجتماعية على العلاقات بين الناس داخل الأحياء السكنية في مغرب ثلاثينيات القرن العشرين، حيث كان الجميع يقصدون ذات الأمكنة، وذات المتاجر، وهذا النسيج الاجتماعي ساعد فيما بعد الحركة الوطنية في مهماتها الجهادية، لأنها لم تنشأ معزولة عن الناس، بل بينهم، واستندت على هذا الرصيد من التماسك الاجتماعي ووجود الإسلام حيا ومنظورا حضاريا، وليس فقط مجرد دين. ففتح المهدي المنجرة عينيه في هذا الوسط الشعبي. وبسبب علاقات والده مع قيادات كتلة العمل الوطني، احتك الطفل في سنواته الأولى بعالم الوطنية، ورافق والده إلى دار جده المريني حيث كانت تجرى التجمعات التي يقيمها العلماء.
وفي سنة 1941 دخل المهدي «ليسي غورو» لمتابعة تعليمه الابتدائي. لم تخل دراسته من المصادمات مع المسؤولين الفرنسيين بسبب معاداته الاستعمار. وفي أحد العطل الصيفية التي قضاها بمدينة إفران، بينما كان متواجداً في المسبح لاحظ المهدي كلباً يملكه أحد المستعمرين الفرنسيين يشرب من ماء المسبح، فاحتج المهدي على ذلك، فرد عليه رجل فرنسي: طالما العرب موجودون في المسبح لماذا نرفض الكلاب؟ فرد المهدي على ذلك العنصري بكلمات واصفاً إياه بأوصاف عبرت عن غضبه ورفضه لتلك الكراهية والعنصرية المرضية والفوقية إزاءه كمغربي، ولم يكن ذلك العنصري إلاّ أحد المستعمرين الذي يمثل رئيس فرقة الأمن الإقليمي بإفران، فلم يتردد في استدعاء الشرطة واُعْتُقِل لمدة عشرة أيام. يقول المهدي المنجرة إن الحادث قد مسه في وجدانه، وكان بمثابة الفصل في حياته الفكرية والتأمّلية.
وبسبب التنقل الكثير لوالده بين مدينتي الرباط والدار البيضاء قرّرت الأسرة بعد اندلاع الحرب العالمية الثانية الهجرة إلى الدار البيضاء والاستقرار فيها، لتبدأ مرحلة جديدة في حياة المهدي الصغير في مدينة التناقضات البيضاوية.

### التعليم العالي
درس بثانوية ليوطي بالدار البيضاء منذ سنة 1944 حتى سنة 1948. وبعد أن حصل على الباكالوريا، أرسله والده للدراسة في الولايات المتحدة الأمريكية، حيث كان يؤمن بأهمية التعددية في التكوين، فبدل إرسال أبنائه لفرنسا كما كان يفعل جل المغاربة، فضل بعثهم لسويسرا والولايات المتحدة. التحق المهدي بمؤسسة بانتي، ثم التحق بجامعة كورنل وتخصص في البيولوجيا والكيمياء. غير أن ميولاته السياسية والاجتماعية دفعته إلى المزاوجة بين دراسته العلمية من جهة، والعلوم الاجتماعية والسياسية من جهة ثانية، وكانت لإقامته في الولايات المتحدة دوراً بارزاً في ميوله للعمل الوطني والقومي. ومن هذا المنطلق كان انشغاله بمكتب الجزائر والمغرب بالأمم المتحدة، كما تحمل رئاسة رابطة الطلاب العرب. وبعد رفضه التجنيد الإجباري الذي كان مفروضا آنذاك على كل حاملي البطاقة الخضراء، حيث رفض المشاركة في الحرب الكورية، اختار أن يغادر إلى لندن سنة 1954 لمتابعة دراسته العليا بكلية لندن للاقتصاد حيث قدم أطروحته لنيل شهادة الدكتوراه حول موضوع ««الجامعة العربية، البنية والتحديات»». وفي سنة 1957 عاد إلى المغرب ليعمل أول أستاذ محاضر مغربي بكلية الحقوق بجامعة محمد الخامس وتولى في هذه الفترة إدارة الإذاعة والتلفزة المغربية بعد أن عينه الملك محمد الخامس على رأسها. وعُرضت عليه مناصب وزارة المالية والوزارة الأولى في الحكومة المغربية، لكنه رفض بحجة التفرغ للثقافة والبحث العلمي، حيث عُرف بمواقفه المعارضة لسياسة ملك المغرب الحسن الثاني رغم أنه كان زميله في الدراسة، وتعرض لهذه الأسباب للمنع من إلقاء المحاضرات في المغرب.

### نشاطه الدولي
في سنة 1962 عينه «روني ماهو» المدير العام لليونسكو آنداك المدير العام لديوانه. وفي سنة 1970 عمل بكلية العلوم الاقتصادية بلندن أستاذا محاضرا وباحثا في الدراسات الدولية. وخلال سنتي 1975 و1976 تولى مهمة المستشار الخاص للمدير العام لليونسكو. وانتخب كرئيس«الاتحاد العالمي للدراسات المستقبلية» سنة 1981. كما شغل منصب منسق لمؤتمر التعاون التقني بين الدول الأفريقية (1979-1980). وكان عضوا ب«الأكاديمية العالمية للفنون والعلوم»، و«الأكاديمية الإفريقية للعلوم»، والأكاديمية الأوروبية للعلوم والفنون والآداب، والجمعية العالمية للمستقبل، و«الاتحاد العالمي للمهندسين المعماريين»، و«منتدى العالم الثالث»، ونائب رئيس «جمعية الصداقة بين المغرب واليابان».
وكان المهدي المنجرة أصغر عضو سنّا ضمن «نادي روما» منذ تأسيس النادي سنة 1968. بعد تأليفه كتاب «نظام الأمم المتحدة» سنة 1973، خرج من هذه المؤسسة الأممية سنة 1976 وتخلى عن جميع حقوقه فيها من تقاعد وتخلى معه عن الاستفادة من راتبه، بعد تيقنه أن القيم التي تسير عليها الأمم المتحدة، وتخدم لصالحها، هي القيم المسيحية اليهودية.
وكان المنجرة أحد ثلاثة الذين ألفوا التقرير الثاني لنادي روما والذي نال استحسان الجميع من المختصين، الذي صدر سنة 1979م تحت عنوان: «لا حدود للبحث والدراسة»، والذي ترجم إلى 12 لغة عبر العالم. وفي سنة 1986 منحه الإمبراطور الياباني وسام الشمس المشرقة الوطني، عن بحث بخصوص أهمية النموذج الياباني بالنسبة لدول العالم الثالث. وتولى عمادة الجامعات اليابانية في التسعينات من القرن العشرين، كما وتولى رئاسة لجان وضع مخططات تعليمية لعدة دول أوروبية. اشتهر بكونه المؤلف الذي نفذت طبعة كتاب له في اليوم الأول من صدورها، واعتبرت كتبه الأكثر مبيعاً في فرنسا ما بين 1980 و1990. وخصص صندوقا خاصاً من تلك العائدات المالية لمنح «جائزة التواصل شمال جنوب»، التي منحها لاسمين من مبدعي المغرب والعالم في مجالات الفنون والكاريكاتير والسخرية والتفكير النقدي، ومن الذين حصلوا عليها: وزير العدل الأمريكي رمزي كلارك والفنان العراقي منير بشير، والفنان المغربي الساخر أحمد السنوسي وفنان الكاريكاتير المغربي العربي الصبان، وأيضا للمسرحي المغربي الطيب الصديقي والمسرحي البوسني إبراهيم سابهيك، وفي سنة 2000 منحت لأول طفلة مغربية ولدت في القرن الواحد والعشرين هي «آمال بوجمعة» وأيضاً للياباني فوجيوارا عن أعماله العلمية الدقيقة لصالح البيئة، ثم حوّل هذه الجائزة لاحقاً إلى جائزة لمن يدافع عن الكرامة.
و في سنة 1990 أسهم بشكل فعّال ومتميّز في تنظيم أوّل لقاء حول مستقبل الإسلام، وكان ذلك بالجزائر العاصمة، وشارك في اللقاء العديد من العلماء والمثقفين من بينهم الغزالي والغنوشي والترابي والقرضاوي. وحصل إجماع بين مجمل الحاضرين بخصوص أن الإسلام وصل إلى أسوأ درجة من التقهقر في العصر الحالي لأن المسلمين ابتعدوا عن الاجتهاد والتجديد وسجنوا أنفسهم في ماض دون الانفتاح على المستقبل. وأن الإسلام كان ديناً شديد الارتباط بالمستقبل، ويولي أهمية بالغة له (مع واجب التمييز بين المستقبل والغيب). وفي نهاية اللقاء اتفق الجميع على ضرورة التصدي للأمية ومحاربة الفقر عبر توزيع عادل للثروات داخل البلدان وفيما بينها، وتخصيص استثمارات أكبر وأهم للبحث العلمي، للخروج بالعالم الإسلامي من نطاق الدول المتخلفة.

## فكره
من أسباب خصومته الدائمة مع النخبة الحاكمة في المغرب، أن غالبيتها الكبرى خريجة المدارس الفرانكفونية، بينما المهدي المنجرة كان تكوينه أنغلوساكسوني، فجعل منه باحثاً مختلفاً على مستوى أدوات اشتغاله، وكذا على مستوى طروحاته الاقتصادية والسوسيولوجية وعلى مستوى العلوم السياسية. فابتكر المهدي المنجرة مفاهيم فكرية جديدة مثل «الاستعمار الجديد» و«الميغا-إمبريالية» وسخر كتاباته ضد جشع النيولبرالية-الإمبريالية الجديدة المتوحشة والدفاع عن حق العالم الثالث في التنمية المستقلة، وكتب عن نظام دولي يقوم على العدالة والإنصاف والكرامة لكل الشعـوب والمجتمعات؛ حيث يرى المنجرة أن: 
وصفه ميشال جوبير ب«المنذر بآلام العالم». وقد اعترف المفكر الأمريكي صامويل هنتنجتون بِأمانة علمية يُشهد له بها هنا، ضمن مؤلفه صدام الحضارات، بمرجعية وأسبقية المهدي المنجرة في طرح مفهوم صراع الحضارات. وأن اللبنات الأساسية لبناء الأطروحة تعود للمفكر المغربي المهدي المنجرة. لكن المنجرة، على خلاف صامويل هنتنجتون، يرى أن الغرض من طرحه لهذه النظرية هو موقف وقائي، بنائي لا أصولي، وذلك من أجل ترسيخ قيم العدالة الإنسانية، وتفادي الكوارث اللاإنسانية في حق البشرية جمعاء، بنبذ الكراهية والتحريض، وضمان سيرورة تاريخية للقيم المثلى، التي تحكم وتحكمت في العامل الإنساني من ناحية بناء القيم المثلى وتركيز المفكر على قيمة القيم التي ألّف لها كتاباً خاصاً، في أي علاقة إنسانية تحكم في ثنائية الشمال جنوب، ويعتبر أن التخلف الذي يعانيه العالم الثالث ثقافي قبل أن يكون اقتصادياً واجتماعياً، وأن التنمية أو مفتاحها هو الثقافة، وأنه لا توجد ثقافة بدون منظومة قيم وقيمة القيم، وقد تناول المهدي نظريته من أجل تفادي الصدام وما سينتج عنه من أضرار، سيؤدي الضعفاء من الشيوخ والأطفال الثمن فيها باهضا. فلا بد للإنسيين من خلق حوار حضاري بين شمال العالم وجنوبه.

ويقول المنجرة: 
ودافع المهدي المنجرة عن اللغة باعتبارها من أركان التنمية، ويرى في اليابان نموذجاً مثالياً، حيث اعتمدت على اللغة اليابانية في مسيرتها التنموية وليس على لغة الغير. كما يرى المنجرة أن الاستعمال المكثف للدارجة المغربية ليس بريئاً بل مخطط يسعى إلى القضاء على اللغة العربية. ووصف المنجرة القناة الثانية المغربية المعروفة ب«الدوزيم» بأنها «تلفزة صهيونية فرنسية».

## من مؤلفاته
يؤلف المهدي المنجرة في القضايا السياسية والاجتماعية والاقتصادية والفكرية، ويهتم بالخصوص بقضايا الحقوق والعولمة والقيم والإستراتيجيا والتنمية وثنائية التطور والتخلف. يتقن عدة لغات ويؤلف بالعربية والفرنسية والإنجليزية واليابانية. ألف المهدي المنجرة أكثر من 500 مقالة في العلوم الاقتصادية، السوسيولوجية والإنسانية.ومن أهم كتبه:
- نظام الأمم المتحدة: تحليل. 1973
- من المهد إلى اللحد. ط 1، القاهرة، 1981، ط 3 النجاح الجديدة الدار البيضاء، 2003.
- الحرب الحضارية الأولى. منشورات العيون، الرباط، 1991، ط. 7، النجاح الجديدة.
- القدس العربي، رمز وذاكرة، ط 1. مطبعة وليلي، مراكش، 1996، ط 3 النجاح الجديدة، الرباط 2002.
- حوار التواصل، منشورات شراع، طنجة؛ 1996، ط 10، مطبعة النجاح الجديدة - الدار البيضاء. 2004.
- مسار الفكر، حوارات مع حسن نجمي ومحمد بهجاجي، منشورات وليلي، مراكش،1997. ط 4، مطبعة النجاح الجديدة - الدار البيضاء. 2003.
- عولمة العولمة.منشورات الزمان 1999.
- انتفاضات في زمن الذلقراطية.منشورات البوكيلي، القنيطرة 2002
- الإهانة في عهد الميغاإمبريالية.2004. ط 2، 2005 مطبعة النجاح الجديدة - الدار البيضاء.
- قيمة القيم، ط 1، 2007، ط 2 2007، مطبعة النجاح الجديدة - الدار البيضاء.[24]
- زمن الذلقراطية ط1، 2017، المركز الثقافي العربي - الدار البيضاء.

## جوائز
حاز المهدي المنجرة على عدد من الجوائز والأوسمة، منها:
- جائزة الأدب الفرنسي في جامعة كورنيل (1953).
- وسام الاستقلال بالأردن (1960)
- وسام ضابط للفنون والآداب في فرنسا (1976).
- الجائزة الفضية الكبرى للأكاديمية المعمارية بباريس (1984).
- وسام الشمس المشرقة باليابان (1986)
- جائزة السلام لسنة 1990 من معهد ألبرت آينشتاين الدولي.